# Julia Ettl
Julia Ettl (* 20. Februar 1976 in Burglengenfeld) ist eine deutsche Juristin. Sie ist seit 27. August 2020 Richterin am Bundesgerichtshof.

## Leben und Wirken
Ettl trat nach dem Abschluss ihrer juristischen Ausbildung 2002 in den Justizdienst des Freistaates Bayern ein und war zunächst beim Amtsgericht Regensburg und der Staatsanwaltschaft Regensburg eingesetzt. 2005 wurde sie zur Staatsanwältin ernannt und zugleich bis 2007 an das Bundesministerium der Justiz abgeordnet. 2007 erfolgte ihre Versetzung als Richterin am Landgericht an das Landgericht Regensburg. 2010 bis 2013 war sie als wissenschaftliche Mitarbeiterin am Bundesgerichtshof tätig. Während dieser Abordnungszeit hospitierte sie 2012 bei dem Gerichtshof der Europäischen Union. 2014 war sie kurzzeitig am Landgericht Nürnberg-Fürth tätig, bevor sie in demselben Jahr an das Oberlandesgericht Nürnberg abgeordnet wurde. Dort wurde sie 2016 zur Richterin am Oberlandesgericht ernannt.
Das Präsidium des Bundesgerichtshofs wies Ettl dem vornehmlich für das Bank- und Börsenrecht zuständigen XI. Zivilsenat zu.